# 古法勒尔
古法勒尔（法語：Gourfaleur，法語發音：[ɡuʁfalœʁ]）是法国芒什省的一个旧市镇，属于圣洛区。2016年，古法勒尔与临近的3个市镇合并为新市镇布尔瓦莱。

## 地理
古法勒尔（49°4'59"N, 1°6'44"W）面积8.45 平方千米，位于法国诺曼底大区芒什省，该省份为法国西北部沿海省份，西、北、东北三面环大西洋，东起顺时针与卡爾瓦多斯省、奧恩省、马耶讷省和伊勒-维莱讷省接壤。
与古法勒尔接壤的市镇（或旧市镇、城区）包括：圣洛、博德尔、维尔河畔拉芒斯利耶尔、圣埃布勒蒙-德邦福塞、圣龙费尔、布尔瓦莱。

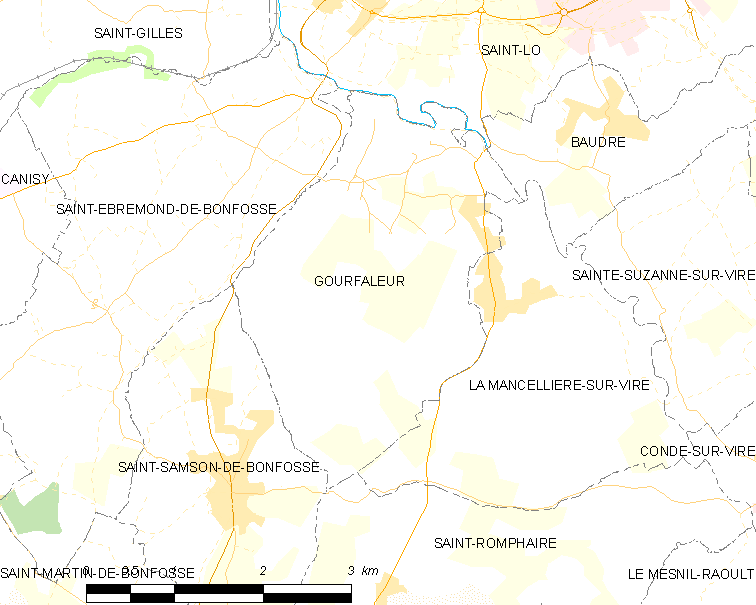
古法勒尔的OSM定位图

古法勒尔的时区为UTC+01:00、UTC+02:00（夏令时）。

## 行政
古法勒尔的邮政编码为50750，INSEE市镇编码为50213。

## 政治
古法勒尔所属的省级选区为圣洛第二县。

## 人口

1962-2008年间古法勒尔人口变化图示

古法勒尔于2018年1月1日时的人口数量为459人。